# Humans (série de televisão)
Humans (estilizado como HUM∀NS) é uma série de televisão britânica transmitida pelo Channel 4 e distribuída internacionalmente pelo AMC. Escrita por Sam Vincent e Jonathan Brackley, a série é baseada no drama sueco de ficção científica Real Humans, explorando os temas da inteligência artificial e robótica, destacando o impacto social, cultural e psicológico da invenção de robôs antropomórficos chamados de "sintéticos".
Cada temporada possui 8 episódios, a primeira foi ao ar entre 14 de junho e 2 de agosto de 2015. A segunda temporada estreou no Reino Unido em 30 de outubro, finalizando em 18 de dezembro de 2016. Já a terceira estreou em 17 de maio, ficando no ar até 5 de julho de 2018.

## Sinopse
Humans se passa num presente paralelo em que o gadget mais cobiçado do momento é um Synth - um servo robótico altamente desenvolvido estranhamente similar ao seu homólogo humano. Na esperança de transformar a maneira como vive, uma família suburbana compra um synth remodelado e descobre que compartilhar a vida com uma máquina tem consequências arrepiantes e de grande extensão.

## Produção

### Desenvolvimento
A série foi anunciada em abril de 2014 como parte de uma parceria entre o canal britânico Channel 4 e o Xbox Entertainment Studios No entanto, com o fechando do Xbox Entertainment Studios pela Microsoft, o canal americano AMC se juntou ao Channel 4 para continuar o projeto. As filmagens começaram no outono de 2014, com a série estreando em 14 de junho de 2015. O investimento inicial da série foi de £12 milhões.
A série foi renovada para a segunda temporada, com mais 8 episódios previstos para ir ao ar em 2016 A terceira temporada foi confirmada em Março de 2017, estreando no Reino Unido em 17 de maio de 2018. e nos Estados Unidos em 5 de junho de 2018.

## Recepção
A série recebeu avaliações positivas da crítica especializada. O site Rotten Tomatoes classificou a primeira temporada com 88% baseado em 50 reviews, com uma média de 7.4/10. Um dos criticos do site escreveu: "Humans é um thriller maduro [...] que oferece intriga emocional e suspense instigante que deve ser irresistível para os fãs de ficção científica, permanecendo acessível o suficiente para atrair os agnósticos do gênero." No IMDb, a série tem atualmente 8.0/10 baseado em mais de 30 mil votos, com 50 críticas de profissionais na área.